# عثمان کاکای
عثمان کاکای (انگلیسی: Osman Kakay؛ زادهٔ ۲۵ اوت ۱۹۹۷) بازیکن فوتبال اهل بریتانیا است.
از باشگاه‌هایی که در آن بازی کرده‌است می‌توان به باشگاه فوتبال کویینز پارک رنجرز و باشگاه فوتبال لیوینگستون اشاره کرد.
وی همچنین در تیم ملی فوتبال سیرالئون بازی کرده‌است.